# Soleolifera
De Soleolifera zijn een orde van weekdieren (Mollusca) die behoren tot de slakken (Gastropoda).

## Indeling
- Subklasse: Opisthobranchia (Milne-Edwards, 1848)
  - Orde: Soleolifera
    - Familie: Rathouisiidae